# Национальный корпус русского языка
Национа́льный ко́рпус ру́сского языка́ (НКРЯ) — доступный для поиска электронный онлайн-корпус русскоязычных текстов.
Корпус открыт 29 апреля 2004 года. Также доступен для поиска исторический корпус церковнославянских, древнерусских (XI—XIV века) и среднерусских (XV — начало XVIII века) текстов.

## Составители
Работы по созданию корпуса были начаты в 2001 году группой филологов из Москвы, Санкт-Петербурга, Воронежа и других городов.
В программе по созданию Национального корпуса русского языка участвуют специалисты следующих организаций:
- Институт русского языка имени В. В. Виноградова РАН (ИРЯ РАН).
- Институт языкознания РАН (ИЯз РАН).
- Институт проблем передачи информации имени А. А. Харкевича РАН (ИППИ РАН).
- Институт лингвистических исследований РАН (ИЛИ РАН) в Санкт-Петербурге (совместно с Санкт-Петербургским государственным университетом (СПбГУ)).
- Воронежский государственный университет[3].

## Состав корпуса
В корпус входят как письменные тексты (художественные, мемуары, публицистика, научная, религиозная литература, повседневная печатная продукция), так и записи устных текстов (публичной речи и частных бесед).
В корпус также входят подкорпусы поэтических и диалектных текстов, корпусы параллельных текстов (корпусы, параллельные с русским, доступны для следующих языков: английский, армянский, белорусский, болгарский, бурятский, испанский, итальянский, китайский, латышский, немецкий, польский, украинский, французский, шведский, эстонский и многоязычный), отдельный газетный корпус (материалы СМИ начала XXI века), церковнославянский корпус (богослужебные тексты, современные (XIX—XX век) и более ранних периодов), исторический (в том числе древнерусский, старорусский, берестяных грамот, церковнославянский), синтаксический, акцентологический, мультимедийный и обучающий подкорпусы.
С 2010 года в составе исторического подкорпуса Национального корпуса русского языка доступен текстовый корпус берестяных грамот с полной морфологической разметкой. Тексты берестяных грамот в составе корпуса интерактивно связаны с их представлением на сайте gramoty.ru.

## Объём корпуса
Объём основного корпуса на декабрь 2023 года составлял 375 млн словоупотреблений, а общий объём корпусов превышает больше 2 млрд словоупотреблений.
Тексты снабжены метаразметкой (по дате создания, автору, жанру и тому подобному); словоформы в текстах снабжены автоматической морфологической и семантической разметкой; параллельные тексты выровнены; тексты поэтического корпуса снабжены также особой метрической разметкой.
1,5 % текстов снабжены морфологической и семантической разметкой со снятой вручную омонимией («дезамбигуированный подкорпус»).
| Корпус                           | Число текстов | Число предложений | Число словоупотреблений | % словоупотреблений |
| -------------------------------- | ------------- | ----------------- | ----------------------- | ------------------- |
| Дезамбигуированная часть корпуса | 2 тыс.        | 500 тыс.          | 6 млн                   | 1,6 %               |
| Основной корпус                  | 84 тыс.       | 19,1 млн          | 209 млн                 | 57,3 %              |
| Весь корпус                      | 342 тыс.      | 32 млн            | 364 млн                 | 100 %               |

## Доступ
В настоящее время свободным и бесплатным является только поиск по корпусу. Сайт корпуса и поиск по нему поддерживаются компанией «Яндекс», сотрудники которой принимали участие также в разработке программного обеспечения корпуса. Доступ ко всему корпусу (копирование и передача его базы данных) запрещён лицензионным соглашением. Для получения доступа к 1/6 размеченной части подкорпуса необходимо зарегистрироваться и принять лицензионное соглашение. Проблему с ограничением доступа призван решить проект «Открытый корпус», также создающий корпус русского языка, но под свободной лицензией.